# 李光輝 (萬曆進士)
李光輝（1560年—？），字文徵，號新宇，山西太原府太原右衛籍，明朝政治人物。

## 生平
萬曆七年（1579年）己卯科山西鄉試四十七名，萬曆十四年（1586年）丙戌科會試三百二十九名，登三甲第二百五十三名進士。都察院观政，十六年授南阳府推官，二十一年选授湖廣道監察御史，二十二年差巡按甘肃，本年丁憂歸。二十六年復補湖廣道，巡视光禄寺，二十七年任巡漕御史，本年巡按南直隸两淮，二十八年养病。三十七年（1609年）除浙江道御史，巡按直隶真定、順德、廣平等府，恬静慈惠，睦族篤交，为乡里稱仰。

## 家族
曾祖李信；祖父李雲龍；父李希曾，曾任生員。母余氏；繼母劉氏。慈侍下。兄李光重。